# El Cartel de la Mega
El Cartel de La Mega es un programa radial, perteneciente a la emisora de radio colombiana La Mega, propiedad de RCN Radio. Fue creada en el año 2004 por Alejandro Villalobos, en continuación al año 2013 en compañía de Andy palacio ( Andrés Rico palacio ) , quien fue el subdirector radial bajo la dirección de Daniel trespalacios actualmente es el director del programa. Recomendada para personas mayores de edad, mas no para público adolescente debido a su contenido explícito. Se considera el programa líder de las noches en Colombia, según información del ECAR (Estudio Continuo de Audiencia Radial).

## Historia
En el año 2004, la emisora buscaba crear un programa dirigido a los oyentes nocturnos, pero las temáticas que se proponían resultaban infructuosas. En El Mañanero de la Mega existía una sección relacionada al tema de la mafia y a las personas que ejercían dicha profesión, y a un personaje ficticio de la emisora llamado Don Duro. Por decisión de Alejandro Villalobos, director de La Mega, la sección fue cedida al espacio de la noche, bajo el nombre de El Cartel, liderado por el DJ Álvaro Uribe, Jorge Velasco, Mauricio Quintero y Daniel Trespalacios. A la fecha, El Cartel desarrolla su programación, ahora bajo la dirección de Daniel Andrés Trespalacios Borda.
En el programa han pasado grandes comunicadores sociales, que han dejado su legado y un gran aporte a la emisora. Entre ellos están Carolina Cruz, Andrea Guerrero, Alejandra Azcárate, Héctor Contreras, Camilo Guzmán, Juan Manuel Gómez El Pecoso, Edward Pinzón Shirry, Andrés Duque, Roberto Blanco, Andrés Hernández Gafitas, Diego Andrés Bernal (uno de los más destacados), Juan Pablo Laguna, Carlos Alberto Mira, entre otros.
Actualmente el programa se divide en dos franjas donde se manejan diversidad de temas. En la franja 19:00 - 21:00, funciona El Cartel normal, el cual siempre se ha desarrollado, con una de sus secciones más emblemáticas como lo son los Cazainfieles. Y en la franja 21:00 - 0:00, funciona El Cartel Paranormal, el cual trata temáticas relacionadas con fantasmas, psicofonías, eventos paranormales, enigmáticos y conspirativos, en compañía de invitados especiales tales como Xavier Piñeros, Edwin Robles, Esteban Cruz Niño, Daniel Daza, el Obispo Andrés Tirado, entre otros expertos del tema que diariamente son invitados al programa.

## Miembros actuales
A la fecha, el equipo del Cartel está compuesto por los siguientes integrantes:
- Daniel Andrés Trespalacios Borda - "Tripas": Director del programa y locutor principal (2004-actual)
- Paul Urrego - "Pulpo Paul": productor (2022-actual)

## Secciones de El Cartel

### Secciones Actuales
- Caza infieles: para averiguar y descubrir si la pareja del/la oyente le ha sido fiel o no. Desde 2013, Xavier Piñeros, parasicólogo invitado, es quien ha venido dando dichos resultados. Del año 2013 hacia atrás, el parasicólogo que trabajaba para esta sección era Edwin Ocampo. Esta sección es identificada con la canción "El Venado", de la agrupación musical dominicana Los Cantantes.
- Volver al Futuro: sección donde el/la oyente llama al programa para averiguar cómo va a ser el futuro de la relación, con base en los resultados y conclusiones que promulga Sandra Mayorga, numeróloga invitada. Esta sección se identifica de fondo bajo el soundtrack de la película Back to the Future (Volver al Futuro).
- Dedicatorias: sección donde el oyente llama para dedicarle una canción a la pareja.
- La Quejadera: sección donde los oyentes llaman a quejarse sobre cosas de la vida cotidiana.
- Emprendimientos (nombre no oficial): sección donde los oyentes llaman a publicitar sus emprendimientos vía Instagram.
- Domingos de reflexión: sección donde los oyentes llaman a desahogarse sobre situaciones que les suceden en la vida diaria, para dar una voz de apoyo a las personas que estén pasando por situaciones difíciles o para contar sus historias de vida y como lograron superarse.
- El Cartel Paranormal: sección donde los oyentes llaman para contar sus historias de vivencias paranormales y donde traen varios invitados al programa para hablar sobre distintos temas como fantasmas, vampiros, ovnis, religiones etc.

### Secciones Retiradas
- Caiga en la Red: sección donde el oyente se comunica para comentar una historia real en redes sociales (sobre temas de pareja o amor) que le haya sucedido. Lanzada al aire el 16 de octubre de 2018.
- Busca-parejas: donde el/la oyente pretendía encontrar su posible pareja a través de las llamadas a la emisora
- Los Negociadores: donde los oyentes buscaban que los locutores de El Cartel pudieran ayudarlos a dar un empujón en su relación o, en el peor de los casos, a terminarlas.
- Muy Malos Días: donde los integrantes del programa comentaban noticias y asuntos negativos de la vida cotidiana.
- Adóptame: fue una sección renovada de su antecesora (Busca-Parejas), donde los/las oyentes solteros llamaban y se describían, para así esperar encontrar a su otra mitad a través de las llamadas. Lanzada al aire el 20 de septiembre de 2017, y era identificada con la canción Ella me cautivo, del reguetonero colombiano J Balvin.
- Tinder del Cartel: sección renovada de su antecesora (Adóptame), donde los/las oyentes solteros publicaban un video en su red social Instagram, donde describían quiénes eran y qué buscaban, para así poder encontrar a su otra mitad a través de los repost de los integrantes del programa. Nunca prosperó.
- El Confesionario: sección donde mujeres oyentes llamaban para confesar sus pecados sexuales y un padre impostor (Papito) les daba su respectiva penitencia, interpretado por el exmiembro del programa Carlos Mira.
- De Tripas Corazón: era una sección renovada de su antecesora (Volver al Futuro), para el mismo fin. Lanzada al aire el 18 de septiembre de 2017 y retirada a comienzos de 2022, para traer de vuelta la sección original. Se identificaba con la canción Tripas Corazón, de la agrupación musical colombiana Aterciopelados .
- Los Canibales: sección en la que los oyentes llamaban a decir a quien se querían comer (sexualmente). Lanzada al aire y retirada en 2022 ya que no tuvo éxito.